# وسام نجمة إيطاليا
وسام نجمة إيطاليا هو وسام قرر الرئيس الإيطالي الحادي عشر جورجيو نابوليتانو منحه بدءاً من عام 2011 للمساهمات البارزة في الحفاظ على المكانة الوطنية لإيطاليا وتعزيزها في الخارج، وتعزيز العلاقات الودية والتعاون الإيطالي مع البلدان الأخرى بدلاً من وسام نجمة التضامن الإيطالي والذي كان يمنح منذ عام 1947 للمساهمات والمجهودات البارزة في إعادة إعمار إيطاليا بعد الحرب العالمية الثانية.
يُمنح وسام نجمة إيطاليا بأمر من رئيس جمهورية إيطاليا بناءً على اقتراح وزير الخارجية الإيطالية بعد استشارة مجلس الوسام الذي يرأسه وزير الخارجية، ويتألف من أربعة أعضاء يكون أحدهم بموجب القانون رئيس البروتوكول الدبلوماسي للجمهورية. كان وسام نجمة التضامن الإيطالي، وهو النسخة السابقة من وسام نجمة إيطاليا، يمُنح في ثلاثة درجات بحيث يحمل الحاصل على وسام نجمة التضامن الإيطالي من الدرجة الأولى لقب الضابطر الكبير، ويحمل الحاصل على وسام نجمة التضامن الإيطالي من الدرجة الثانية لقب القائد، ويحمل الحاصل على وسام نجمة التضامن الإيطالي من الدرجة الثالثة لقب عضو. في وسام نجمة إيطاليا النسخة المعدلة من وسام نجمة التضامن الإيطالي تمت زيادة الدرجات التي يُمنح فيها الوسام إلى خمس درجات وهي:
- وسام نجمة إيطاليا للفارس الكبير
- وسام نجمة إيطاليا للضابط الكبير
- وسام نجمة إيطاليا للقائد
- وسام نجمة إيطاليا للضابط
- وسام نجمة إيطاليا للفارس

بالإضافة إلى درجة شرفية خاصة.
يُعتبر الحصول على وسام نجمة إيطاليا شرفًا مدنيًا للمواطنين الإيطاليين أو الإيطاليين في الخارج أو غير الإيطاليين الذين اسهموا بصورة خاصة في تعزيز العلاقات الودية والتعاون بين إيطاليا والدول الأخرى مثل الترويج للغة الإيطالية، والعمل التطوعي والأنشطة الخيرية، والمشاركة في الحياة المجتمعية خارج إيطاليا، والبحث العلمي والتكنولوجي، والإرساليات الرعوية، والمؤسسات التجارية، والترويج للطعام والنبيذ الإيطالي وخدمة أبناء إيطاليا في الخارج. كانت النسخة السابقة من الوسام تُمنح لأولئك الإيطاليين أو الإيطاليين في الخارج أو غير الإيطاليين الذين ساهموا خصوصًا في إعادة إعمار إيطاليا بعد الحرب العالمية الثانية.
يُسقط وسام نجمة إيطاليا الرمزية المسيحية من وسام نجمة التضامن الإيطالي، حيث استبدل شعار السامري الصالح الذي كان يتوسط الوسام السابق بدرع دائري من الذهب محاط بشعار أزرق وذهبي يحمل صورة شعار الجمهورية الإيطالية في الوسط وكلمة نجمة إيطاليا مكتوبة بأحرف ذهبية حول الحافة.
صدرت اللائحة التنفيذية لمنح الوسام بموجب المرسوم الجمهوري رقم 221 الصادر في 15 نوفمبر 2011، ودخلت حيز التنفيذ بدءاً من 28 يناير 2012.
مُنح وسام نجمة إيطاليا للفارس الكبير لأول مرّة لألفيو بيفا ميسن وفؤاد طوال بطريرك القدس في 2 مايو 2012، وكان من المقرر أن يُمنح الوسام في نفس العام 400 شخص مقسمين كالتالي:
- وسام نجمة إيطاليا للفارس الكبير: 10 أشخاص
- وسام نجمة إيطاليا للضابط الكبير: 60 شخص
- وسام نجمة إيطاليا للقائد: 70 شخص
- وسام نجمة إيطاليا للضابط: 100 شخص
- وسام نجمة إيطاليا للفارس: 160 شخص

يُثبت وسام نجمة إيطاليا في الملابس على النحو التالي:
|             |        |        |               |               |                              |
| شريط الوسام |        |        |               |               |                              |
| الفارس      | الضابط | القائد | الضابط الكبير | الفارس الكبير | الفارس الكبير مع مرتبة الشرف |

## الحاصلون على الوسام

### وسام الفارس الكبير مع مرتبة الشرف
حصل عليه شخصين:
- كارلو أورباني
- باربرا دي آنا

### وسام الفارس الكبير
حصل عليه 24 شخصاً:
- فؤاد طوال
- ألفيو بيفا
- ميشيل روجر
- ستيفن سيبرت جونديلاخ
- هورست لورينز سيهوفر
- فوريو رادين
- شارلين أميرة موناكو
- آنا هروستانوفيتش
- توركواتو سلفادور فرانسيسكو نيكولاس
- رومالدو جيورجولا
- أنكي بروكرز نول
- إستيبان خوسيه بولريتش
- سيرجيو أليخاندرو بيرجمان
- خوسيه لينو سلفادور باراناو
- أليخاندرو بابلو أفيلوتو
- نيكولا رينزي
- ريكاردو جاريجليا
- يونغ يو هوانغ
- جون إليوت جاردينر
- فرانسيسكو ماريا دي سوزا ريبيرو تيليس
- جيانفرانكو رافاسي
- ميخائيل فلاديميروفيتش ميشوستين
- تيريزا سكافيلي

### الدرجات الأخرى
- السيدة وجيهة حارس
- فو شياوتيان
- فينسينزو تراني
- كارلو انشيلوتي
- جون تورتورو
- فرزان أوزبيتك
- أندريه شيفتشينكو
- جياني دي بياسي
- إلبير أورتايلي
- سيرا يلماز
- فاتح ترم
- فالنتينا إمبيني
- ليندون تيراسيني
- جيمي أوليفر